# Odinia connecta
Odinia connecta är en tvåvingeart som beskrevs av Timothy M. Cogan 1975. Odinia connecta ingår i släktet Odinia och familjen tickflugor. Inga underarter finns listade i Catalogue of Life.